# Werin Karmirachbjur
Werin Karmirachbjur – wieś w Armenii, w prowincji Tawusz. W 2011 roku liczyła 1632  mieszkańców.